# Issues (álbum de Korn)
Issues é o quarto álbum de estúdio da banda de nu metal Korn, lançado a 16 de Novembro de 1999. O álbum chegou imediatamente ao primeiro lugar no topo de vendas.
Desde seu lançamento, o álbum já vendeu mais de 13 milhões de cópias em todo o mundo. 
Falling Away From Me foi nomeado para os VMA de 2000 na categoria de Melhor Videoclipe de Rock. O Korn foi considerado o 53º Melhor artista de Hard Rock de sempre, pela VH1.

## Recepção
Issues foi um sucesso comercial, estreando em primeiro lugar na Billboard 200 , com 575,000 unidades vendidas em sua primeira semana de lançamento. Em 22 de dezembro de 1999 Issues foi certificado 3x platina em os EUA Com 3.450.000 de cópias vendidas. Em 2020, a revista Metal Hammer o elegeu como um dos 20 melhores álbuns de metal de 1999.

## Faixas
| N.º            | Título                         | Duração |  |
| 1.             | "Dead"                         | 1:12    |  |
| 2.             | "Falling Away from Me"         | 4:30    |  |
| 3.             | "Trash"                        | 3:27    |  |
| 4.             | "4 U"                          | 1:42    |  |
| 5.             | "Beg for Me"                   | 3:53    |  |
| 6.             | "Make Me Bad"                  | 3:55    |  |
| 7.             | "It's Gonna Go Away"           | 1:30    |  |
| 8.             | "Wake Up"                      | 4:07    |  |
| 9.             | "Am I Going Crazy"             | 0:59    |  |
| 10.            | "Hey Daddy"                    | 3:44    |  |
| 11.            | "Somebody Someone"             | 3:47    |  |
| 12.            | "No Way"                       | 4:08    |  |
| 13.            | "Let's Get This Party Started" | 3:41    |  |
| 14.            | "Wish You Could Be Me"         | 1:07    |  |
| 15.            | "Counting"                     | 3:37    |  |
| 16.            | "Dirty"                        | 7:50    |  |
| Duração total: | Duração total:                 | 53:16   |  |

Além da capa tradicional, foram lançadas muitas outras por meio promocional.

## Créditos

### Korn
- Reginald Arvizu - Baixo
- Jonathan Davis - Vocal, gaita de foles, Bateria
- James Shaffer - Guitarra
- David Silveria - Bateria
- Brian Welch - Guitarra, vocal

### Produção
- Brendan O'Brien - Produção